# Pita de pit atzur
La pita de pit atzur (Pitta steerii) és una espècie d'ocell de la família dels pítids (Pittidae).

## Descripció
- Típic pita, que fa 18-19,5 cm de llarg. Potes de color gris carn. Bec fosc.
- Dors verd brillant. Blau pàl·lid per sota, amb una gran taca negra al centre del ventre que es torna escarlata a la part inferior i les cobertores caudals inferiors. Cap negre i gola blanca.
- Jove menys brillant, gris per les parts inferiors.

## Hàbitat i distribució
És endèmic del pis inferior dels boscos de les terres baixes d'algunes de les Filipines.

## Subespècies
S'han descrit dues subespècies:
- P. s. coelestis Parkes, 1971. Illes Samar, Leyte i Bohol.
- P. s. steerii (Sharpe, 1876). Mindanao.